# Ронко ал’Адиђе
Ронко ал’Адиђе (итал. Ronco All'Adige) је насеље у Италији у округу Верона, региону Венето.
Према процени из 2011. у насељу је живело 3360 становника. Насеље се налази на надморској висини од 21 м.

## Становништво
Према резултатима пописа становништва 2011. у општини је живело 6.179 становника.
| 1931. | 1936. | 1951. | 1961. | 1971. | 1981. | 1991. | 2001. | 2011. |
| ----- | ----- | ----- | ----- | ----- | ----- | ----- | ----- | ----- |
| 6.350 | 6.783 | 7.074 | 6.280 | 5.995 | 5.873 | 5.627 | 5.684 | 6.179 |